# والتر خوسيه مورينو
والتر خوسيه مورينو (بالإسبانية: Walter Moreno)‏ (18 مايو 1978 بكالي في كولومبيا - ) هو لاعب كرة قدم كولومبي في مركز الدفاع. شارك مع منتخب كولومبيا لكرة القدم. أما مع النوادي، فقد لعب مع أتلتيكو ناسيونال وديبورتيفو تاشيرا ومينيروس دو غويانا وBoyacá Chicó F.C. ‏ وUnión Comercio ‏ وكوكوتا ديبورتيفو ‏.

## وصلات خارجية
- والتر خوسيه مورينو على موقع قاعدة بيانات كرة القدم.إي يو (الإنجليزية)
- والتر خوسيه مورينو على موقع ناشيونال فوتبول تيمز (الإنجليزية)
- والتر خوسيه مورينو على موقع Soccerway.com (الإنجليزية)